# Villa Bailleul
La Villa Bailleul, aussi appelée Villa La Feuillée, est une villa de Pontorson construite dans les années 1870 et dont un élément de style rocaille est unique dans l'espace de la Normandie occidentale. 

## Localisation
La villa est située 1 rue du Docteur-Bailleul à Pontorson, commune qui a fusionné le 1er janvier 2016 avec ses voisines Macey et Vessey au sein de la commune nouvelle de Pontorson ; elle a pris alors le statut de commune déléguée.

## Histoire
La Villa Bailleul a été bâtie entre 1870 et 1880 pour le directeur de la Compagnie des Polders de l'Ouest, entreprise qui gagne de nombreuses terres agricoles à partir du milieu du XIXe siècle en baie du Mont Saint-Michel. L'édifice porte son nom de son second propriétaire. L'ingénieur Joseph Monier (1823-1906) est l'artisan du réservoir en style rocaille. Pionnier de l'emploi du béton armé, il fait faillite au tournant des années 1880 et 1890, et meurt ruiné
Les façades et les toitures de la villa et des communs, le réservoir en style rocaille (agencement hydraulique et décoration), la clôture ont été inscrits aux monuments historiques par un arrêté du 30 septembre 2011.
L'édifice, dont le terrain est amputé à plusieurs reprises et abandonné depuis longtemps, victime d'un squatt, est la proie des flammes le mercredi 29 août 2012 : le premier étage et le toit des communs sont endommagés. Avant le sinistre, des discussions aux fins de réhabilitation pour mise en valeur du complexe étaient en cours.

## Architecture
L'édifice à quatre niveaux est construit en pierres et briques en style néo-Louis XIII. La forme du toit rappelle ce style. Les communs possèdent deux étages.
La citerne en béton armé est surtout intéressante, de style rocaille selon une mode répandue à l'époque chez les propriétaires aisés. La citerne est posée sur six poteaux et une galerie l'entoure, pourvue d'un toit à six pans. Sous le réservoir un jet d'eau avec une rocaille était présente mais cet élément a disparu.

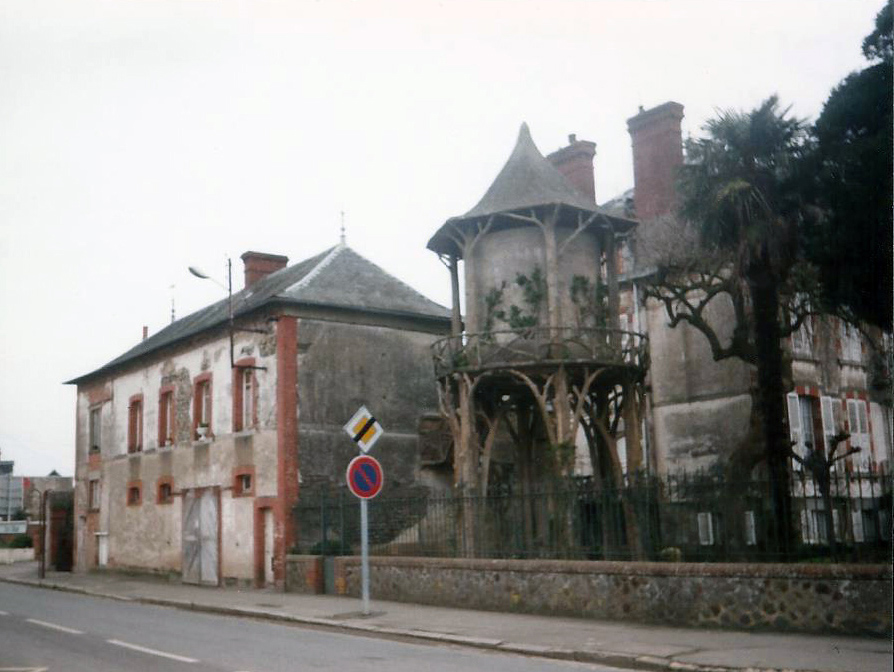
Vue des communs et de la citerne en 2001.
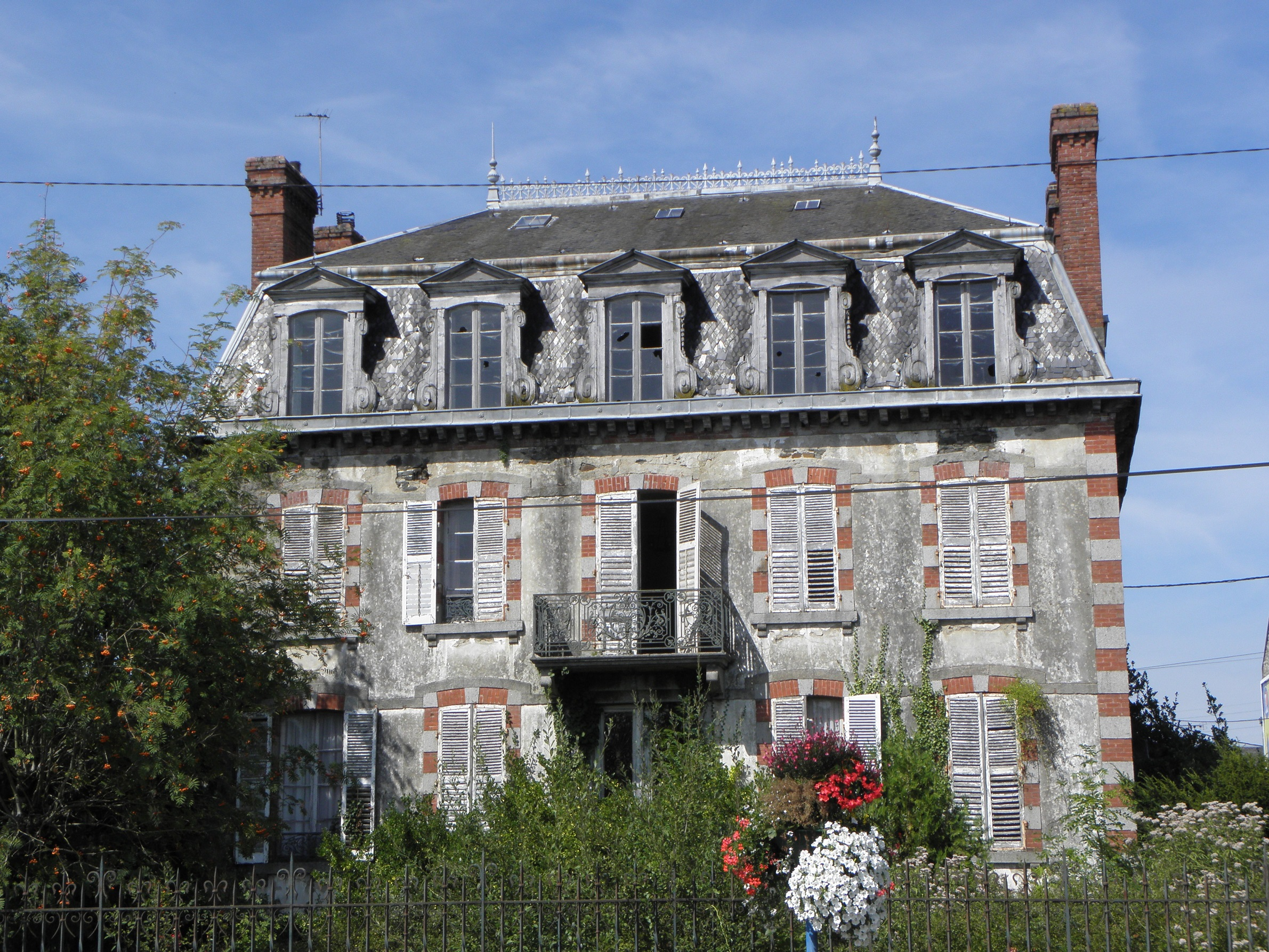
Vue de la maison de maître en 2013.
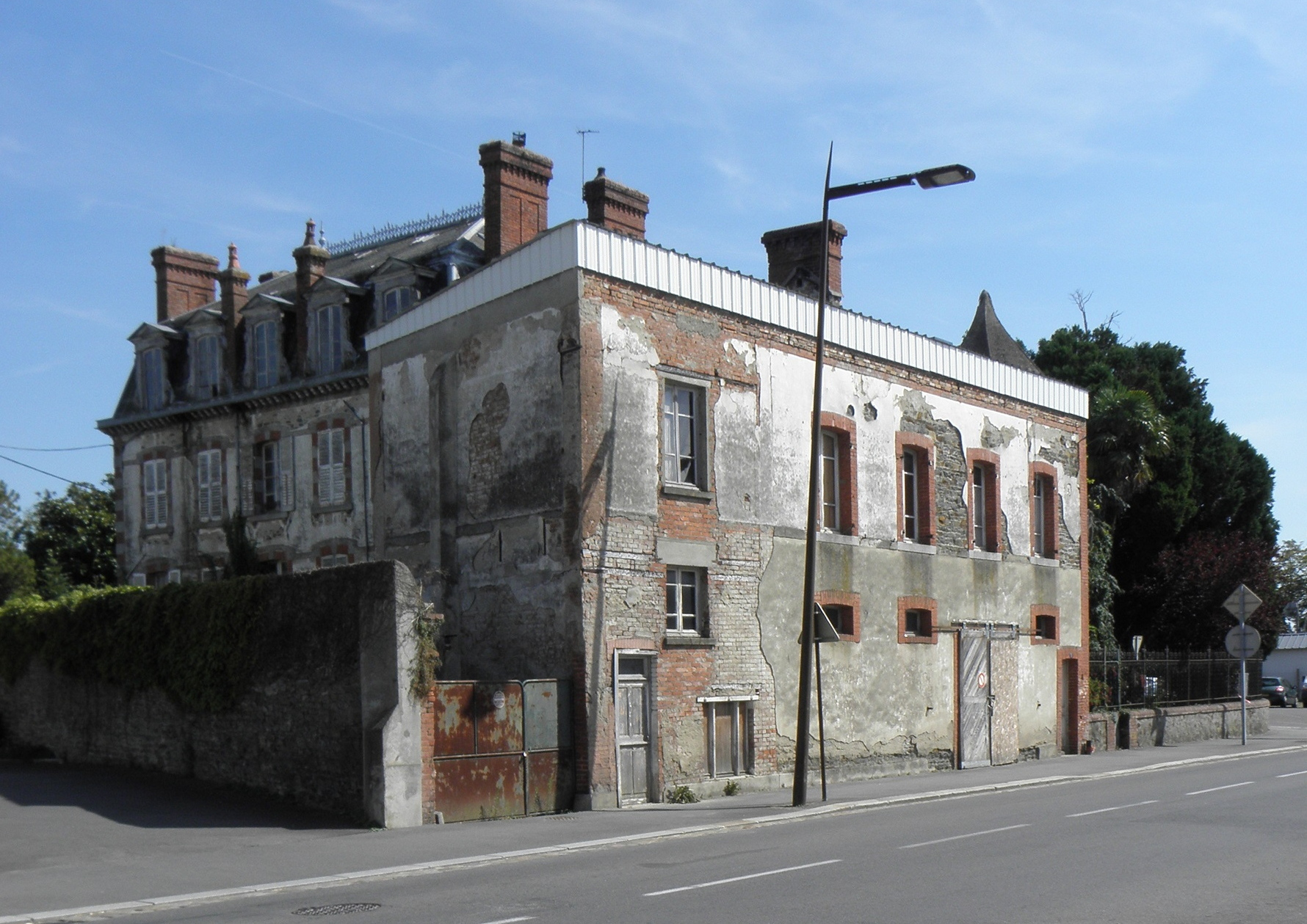
Vue de l'annexe victime de l'incendie après pose d'un toit provisoire en 2013.
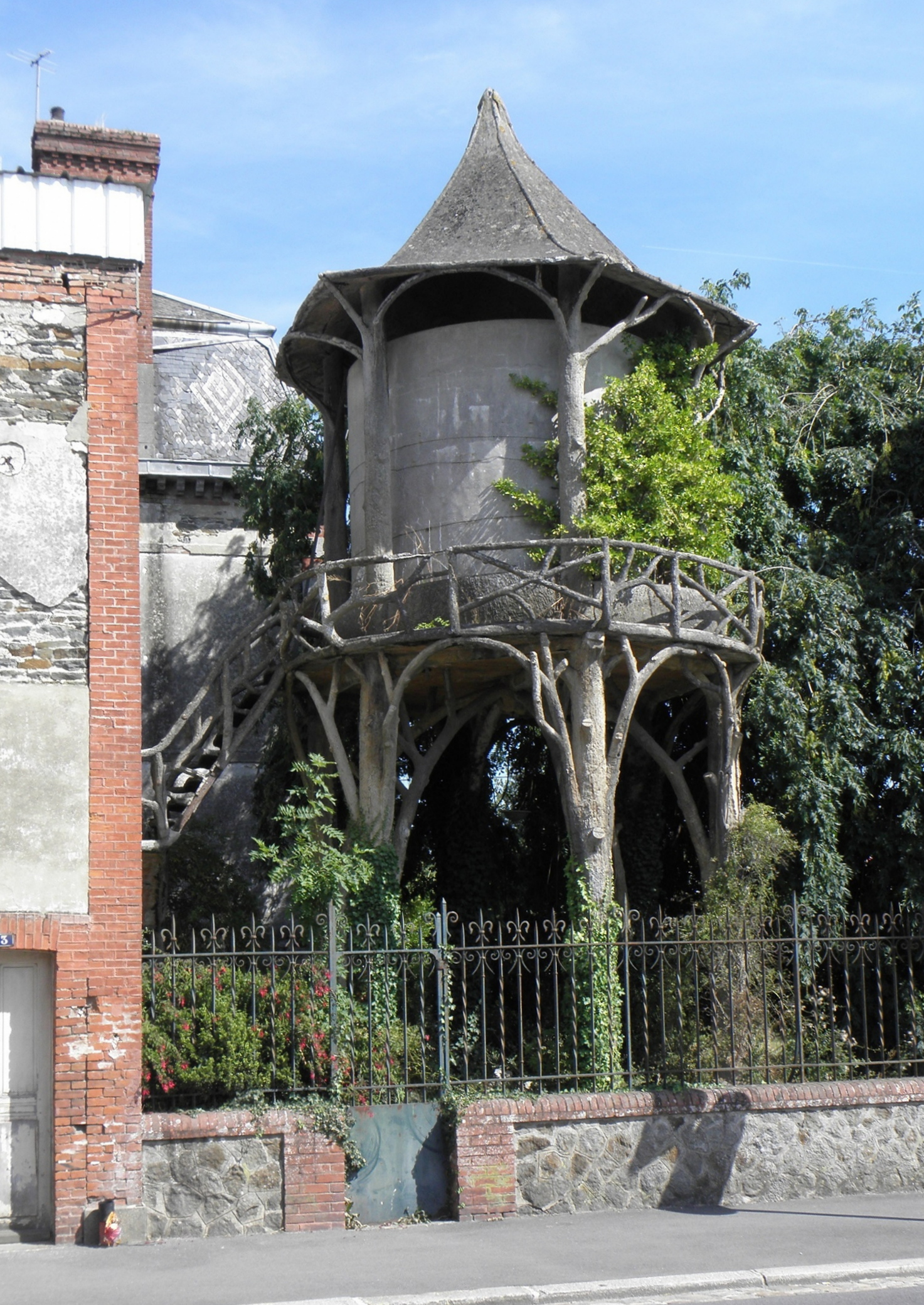
Vue générale de la citerne.